# Bomolocha uniformalis
Bomolocha uniformalis är en fjärilsart som beskrevs av Paul Dognin 1914. Bomolocha uniformalis ingår i släktet Bomolocha och familjen nattflyn. Inga underarter finns listade i Catalogue of Life.